# Brampton, Suffolk
Brampton är en by i civil parish Brampton with Stoven, i distriktet East Suffolk, i grevskapet Suffolk i England. Byn nämndes i Domedagsboken (Domesday Book) år 1086, och kallades då Bramtuna/Brantuna. År 1987 blev den en del av den då nybildade Brampton with Stoven. Parish hade 306 invånare år 1961.